# ب‌ام‌و ۳/۱۵
ب‌ام‌و ۳/۱۵ (BMW 3/15) خودرویی است که در سال‌های ۱۹۲۷ تا ۱۹۲۹تولید شده‌است.
موتور آن ۷۴۷ سی‌سی سامانه جعبه‌دندهٔ آن ۳ دنده به صورت دستی است.